# Jean-Marc Drouin
Pour les articles homonymes, voir Drouin.
Jean-Marc Drouin, né le 26 mai 1948 à Paris et mort le 9 juillet 2020 à Rayapudupakkam (Tamil Nadu), est un philosophe et historien des sciences français, professeur au Muséum national d'histoire naturelle.

## Biographie
Jean-Marc Drouin commence par des études de philosophie et obtient en 1970 une maîtrise de philosophie ; il réussit en 1972 le CAPES de philosophie. De 1972 à 1977, il enseigne cette discipline à l’École normale d’instituteurs de Douai puis, de 1977 à 1983, au lycée de Corbeil-Essonnes. Parallèlement, il participe aux travaux de l’Institut national de recherche pédagogique (INRP) sur les sciences expérimentales.
Il est licencié en histoire en 1981 à Paris I puis diplômé d'études approfondies (DEA) de philosophie, en 1982, toujours à Paris I. En septembre 1983, il est mis à disposition de la Cité des sciences et de l'industrie de La Villette, afin de concevoir des expositions puis il rejoint le Centre de recherche en histoire des sciences et des techniques (CNRS-CSI).
En 1984, il soutient une thèse de troisième cycle en philosophie sous la direction de Michel Serres, consacrée à « La naissance du concept d'écosystème ».
En 1993, il est habilité à diriger des recherches, jury présidé, à Paris I, par Claire Salomon-Bayet.
Maître de conférences du Muséum national d'histoire naturelle en décembre 1994, il est rattaché au Centre Alexandre Koyré et y est nommé directeur adjoint. Professeur du Muséum, en décembre 2004, chargé de l'histoire et de la philosophie des sciences. Il est retraité en octobre 2008.

### Responsabilités administratives, éditoriales, universitaires
Jean-Marc Drouin est membre du conseil du département Hommes-Natures-Sociétés du Muséum national d’histoire naturelle, membre du Conseil national des universités (CNU) de 1999 à 2003, co-rédacteur en chef de la collection « Archives » des publications scientifiques du Muséum.

### Thèmes de recherche
Jean-Marc Drouin consacre l'essentiel de ses travaux à l'histoire et à l'épistémologie des savoirs naturalistes, à l'histoire de l’écologie et de la biogéographie, à l'histoire des classifications, à l’histoire naturelle et son public.

## Publications

### Ouvrages
- Philosophie de l’insecte, Paris, Paris, 2014, Le Seuil, coll. « Science ouverte », 256 p.[5] Grand prix Moron 2014 de l'Académie française[6].
- L’Herbier des philosophes, Paris, 2008, Le Seuil, coll. « Science ouverte », 320 p.[7].
- L’Écologie et son histoire, Réinventer la nature, préface de Michel Serres, Paris, Champs, Flammarion, [1re ed. Paris, Desclée de Brouwer, 1991, 205 p.][8].

### Articles
- « Un espace “aussi vaste que fertile” : les sciences naturelles dans le rapport de Cuvier », in : Annales historiques de la Révolution française, no 320, 2000, pp. 21–31
- « Le "moral" des plantes : introductions, hybridations et monstruosités végétales au XIXe siècle », in : Journal d'agriculture traditionnelle et de botanique appliquée, 37e année, bulletin no 1, 1995, pp. 5–16
- « Enseignement et sciences naturelles au XIXe siècle », in : Revue d'histoire des sciences, tome 51, no 4, 1998, pp. 403–408. [co-auteur Nicole Hulin]
- « L'introduction en France des idées de l'écologie scientifique américaine dans l'entre-deux-guerres », in : Revue d'histoire des sciences, tome 50, no 4, 1997, pp. 461–480. [co-auteur Pascal Acot]
- « Economie de la nature et systématique chez Linné », 2008, Biosystema, no 25, p. 31-35

### Présentation
- Pierre Latreille, Essai Sur l'histoire des Fourmis de la France (1798), 1989, Slatkin Reprint
- Darwin, L'Origine des espèces, 1992

## Émissions audiovisuelles
- « Géographie des plantes et évolution des espèces : les Candolle et Darwin », Muséum d'histoire naturelle, 16 août 2016, 59 min [lire en ligne]
- « L'amour des plantes au siècle des Lumières », Continent sciences par Stéphane Deligeorges, France Culture, 1er mars 2010
- « L'histoire de la biodiversité », La marche des sciences par Aurélie Luneau, France Culture, 21 janvier 2010
- « L'herbier des philosophes », La fabrique de l'humain par Philippe Petit, France Culture, 20 novembre 2008
- « La pensée Darwin », Macadam philo par François Noudelmann, France Culture, 26 septembre 2008